# Nhóm ngôn ngữ Đông Rôman
Nhóm ngôn ngữ Đông Rôman là một nhóm các ngôn ngữ Rôman. Ngày nay, nhóm bao gồm nhóm Roman Balkan (còn được gọi là nhóm Daco-Rôman) mà nó bao gồm tiếng România (Daco-Rôman), tiếng Aromania (Macedo-Rôman) và hai ngôn ngữ phụ khác có liên quan là Moglena-Rôman và Istria-Rôman; và phương ngữ Castelmezzano, ở miền nam nước Ý.
Một số phân loại cũng bao gồm tiếng Dalmatia (nếu không đưa vào trong nhóm Ý-Dalmatia) coi tiếng Dalmatia là cầu nối giữa tiếng Ý và tiếng România.